# 御誂次郎吉格子
『御誂次郎吉格子』または『御誂治郎吉格子』（おあつらえじろきちこうし）は、1931年（昭和6年）製作・公開、伊藤大輔監督による日本のサイレント映画、時代劇の長篇劇映画である。オリジナル尺は全9巻。

## 略歴・概要
吉川英治の小説『治郎吉格子』を原作に、当時満33歳の伊藤大輔が脚色して監督、唐沢弘光が撮影技師、大河内傳次郎が主演する日活の正月映画として、日活太秦撮影所が製作、日活が配給して1931年（昭和6年）12月31日に公開された。

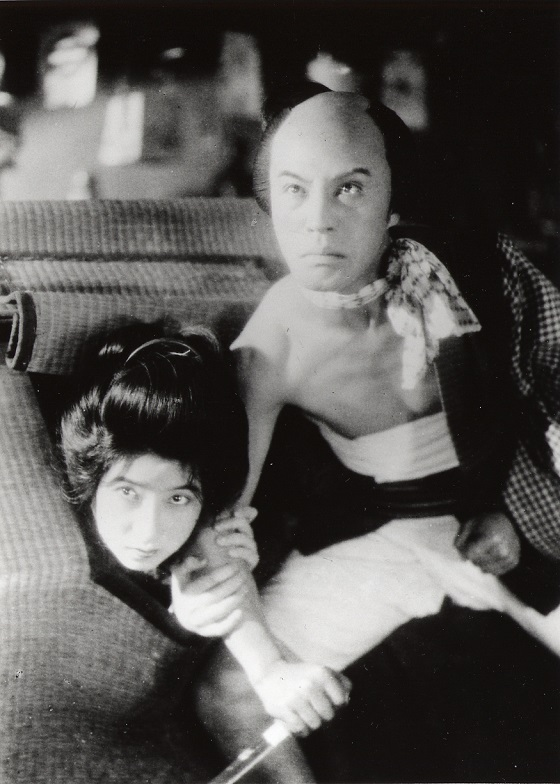
伏見信子（左）大河内傳次郎（右）

大河内にとっては同年6月封切の『鼠小僧旅枕』（監督伊藤大輔、撮影唐沢弘光）についで2度目の鼠小僧次郎吉役である。2年後には山中貞雄監督で『鼠小僧次郎吉』に主演している。1927年（昭和2年）の『忠次旅日記 御用篇』同様、ヴァンプ的な女・おせん（お仙）役を演じた伏見直江、対照的に清純な娘・お喜乃役を演じた伏見信子は姉妹での出演となった。おせんの兄・仁吉を演じたのちの喜劇俳優・高勢実乗は、1928年（昭和3年）の衣笠貞之助監督の『十字路』 同様、十手を持つことにこだわる陰険な悪役である。
1934年（昭和9年）には、同原作を柳川真一が脚色、高田浩吉が主演、大曾根辰夫が監督して『次郎吉格子』のタイトルで松竹下加茂撮影所がトーキーでリメイクし、第二次世界大戦後の1952年（昭和27年）には、伊藤大輔自身が長谷川一夫を主演に、『治郎吉格子』のタイトルで松竹京都撮影所の製作でセルフリメイクしている。
本作の上映用プリントは、国立映画アーカイブが「80分」（5389.06フィート）と英語字幕付き「79分」、「22分」（1,495.11フィート）の3ヴァージョンを所蔵しており、マツダ映画社も「65分」のヴァージョンを所有している。最長版は国立映画アーカイブ所蔵の「80分」版である。伊藤大輔と大河内伝次郎のコンビによる作品では、フィルム断片ではなく一定の尺をもつ唯一の作品である。

日本のビデオグラムメーカーのデジタル・ミームが2008年（平成20年）10月8日に原作の『治郎吉格子』と「治」の文字が同一の『御誂治郎吉格子』のタイトルで「61分」の上映尺のDVDを、ディスクプランが2009年（平成21年）5月28日に『御誂次郎吉格子』のタイトルで「56分」の上映尺のDVDを、それぞれリリースしている。

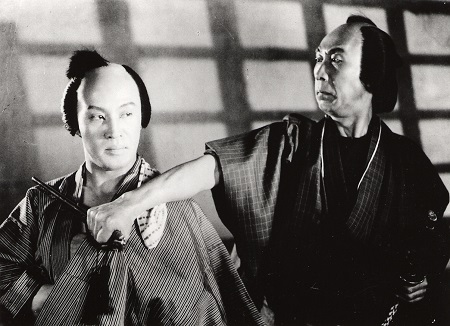
鼠小僧次郎吉（大河内傳次郎）（左）に迫る目明かし仁吉（高勢実乗）（右）映画スチール

### 概説
河竹黙阿弥作の歌舞伎でお馴染みの「鼠小僧」の映画化作品。
前作の『大岡政談 魔像解決編』が剣戟主体の作品であるのに対し、お正月映画として公開されたこの作品は、一転してチャンバラを控えめにした恋愛映画で、製作者の意表をついた趣向が見え隠れする。冒頭部の三十石舟のシークエンスでも大河内二役の道中師をはじめに登場させ、そのあと本物の次郎吉を登場させる手の込んだ演出が光っている。
『忠次旅日記』や『新版大岡政談』などで見せた字幕の効果的な使用、御用提灯の描写、世話狂言を彷彿とさせる恋愛心理の表現と叙情性など見所は多く、今は見る事がかなわない幻の名作達を『忠次旅日記』とこの一作で偲ぶ事ができよう。
役人に追われる次郎吉の姿は、封切当時の特高警察の取り締まりに苦しむ社会主義活動家を表しているとの解釈がある。また「御誂」の2文字は経営陣や検閲官に合うように作りましたという伊藤の皮肉がこめられている。
現存するフィルムでは次郎吉の重松殺しのシーンが欠落している。伊藤大輔監督、唐沢弘光撮影、大河内傳次郎主演という昭和初期の映画界を代表するゴールデンコンビの作品としては、唯一ほぼ完全な形で残されている。
仁吉役の高勢実乗はこの当時悪役として活躍しており、あくの強い演技で、彼が出ると観客が顔を背けたと言われている。のち、喜劇俳優に転向、珍妙な扮装と独特の台詞回しで「アノネのオッサン」の愛称を持ち人気者となった。

## スタッフ
- 監督・脚色 : 伊藤大輔
- 原作 : 吉川英治
- 撮影・編輯 : 唐澤弘光
- 助監督 : 西原孝

- 製作 : 日活太秦撮影所
- 上映時間：現存 80分[8]
- フォーマット : 白黒映画 - スタンダードサイズ (1.33:1) - サイレント映画
- 初回興行 : 浅草・富士館 / 新宿・帝都座 / 神田・神田日活館

## キャスト
- 大河内傳次郎 - 鼠小僧次郎吉・道中師
- 伏見直江 - おせん（お仙）
- 伏見信子 - お喜乃
- 山本禮三郎 - 與力重松（同心重松）
- 山口佐喜雄 - やッちゃろの丑
- 高勢實乘 - 床屋仁吉（目明し仁吉）

## あらすじ
大阪に逃亡した義賊鼠小僧次郎吉だが、今はおせん（お仙）という女郎と同棲中である。おせんとは京から大阪に下る三十石舟で知り合った。おせんは強欲で十手持ちになる欲望を抱く床屋の兄・仁吉のために身を持ち崩していたが、凶状持ちの次郎吉に激しい恋慕を抱く。そんなお仙の積極性を次郎吉は疎ましく想うようになる。
ある日、天王寺裏のお鉄漿長屋に病気の浪人の父と住むお喜乃に出会った次郎吉は、気持ちがおせんから清純なお喜乃に傾くのを止める事が出来なくなる。離れていく次郎吉に自棄になるおせん。兄の仁吉は全てを察し次郎吉をおびき寄せて捕縛しようと、おせんを自宅の押入に監禁する。
お喜乃の現在の境遇が、かつての自らの盗みが原因と知った次郎吉は衝撃を受ける。しかも、仁吉がお喜乃の美貌に目をつけ、自身の出世のため好色な同心重松の妾にすることを企んでいる事も分かり、次郎吉はお喜乃を救おうとする。
仁吉はお喜乃の父を殺害、お喜乃を誘拐する。そこへ次郎吉が現れお喜乃を救う。お喜乃とともに逃げようかと迷う次郎吉であったが、仁吉一味を倒す事が自身の義務と考え駕籠屋に命じてお喜乃を安全な場所に逃がす。
御用提灯が光る中を単身乗り込んだ次郎吉は、仁吉の家に入りおせんを救出する。「あんさんを忘れさせない。逃げて！」と次郎吉恋しさのあまりむせび泣くおせんに次郎吉は動揺する。そこへ仁吉が捕り手とともに迫る。次郎吉は仁吉を殺す。次郎吉にとって最初で最後の殺しである。おせんは「兄さん、お詫びは…次郎さん。忘れさせないよ！」と叫び身代わりとして窓から目の前の淀川に飛び込む。「河に逃げたぞ！」「河だ！」と叫ぶ捕り手。淀川に集まる御用提灯。
屋根の上では、逃げた次郎吉が「おせん。お喜乃。見ねえ。良い月だぜ」と涙を流していた。空には満月である。その後天保五年、次郎吉は捕われ、死罪となった、と字幕は伝える。